# Wybo
Schoenfabriek Wybo was een Belgische schoenfabriek gevestigd in Izegem. Het bedrijf werd opgericht in 1937 en was actief tot 1978. Wybo stond bekend om zijn kwalitatieve herenschoenen en was tijdens zijn hoogdagen een van de grotere spelers binnen de Belgische schoennijverheid. De fabriek werd geleid door Gabriëlle Tanghe, een van de weinige vrouwelijke bedrijfsleiders in de sector.

## Oprichting en groei
De fabriek R.G. Tanghe & Co pvba werd in 1937 gesticht door Gabriëlle (Gaby) Tanghe (1903–1995), weduwe van Urbain Wybo. Tanghe stamde uit een familie van schoenmakers; haar vader Cyriel Tanghe en haar broers waren betrokken bij de nabijgelegen fabriek Ets. C. Tanghe & Fils. De eerste productie vond plaats in de Gentstraat, waarna het bedrijf in 1942 omgevormd werd tot Wybo & Co NV. Wanneer het bedrijf van haar vader in 1937 naar een nieuwe en ruime fabriek in de Papestraat in Izegem verhuisde, verhuisde de productie van Gaby mee.

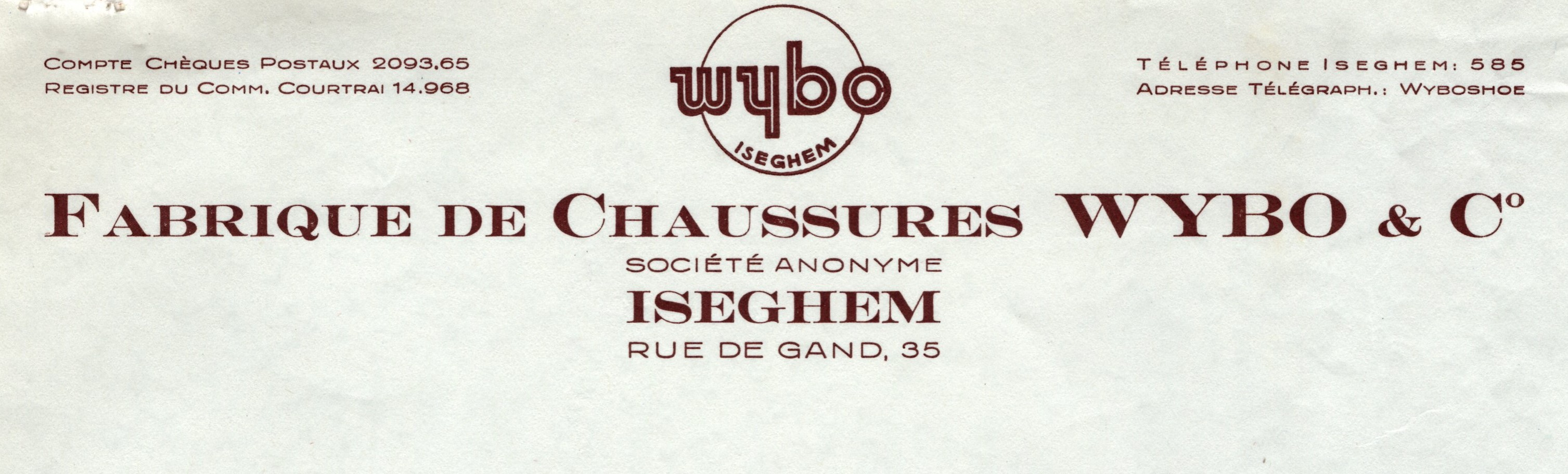
Briefhoofd schoenfabriek Wybo & C° uit 1942

Tijdens de Tweede Wereldoorlog vervaardigde Wybo bottines, verpleegstersschoenen en burgerschoenen in opdracht van de Duitse bezetter. Zo werd het personeel beschermd tegen verplichte tewerkstelling in Duitsland, ze kregen een attest/bewijs voor hun tewerkstelling in de fabriek. Dit leidde na de oorlog tot verdenking van economische collaboratie, een juridisch moeilijke kwestie die ook andere schoenfabrikanten in de regio trof. Er werden echter geen bewijzen gevonden van vrijwillige economische collaboratie of opzettelijk winstbejag.

## Naoorlogse bloei

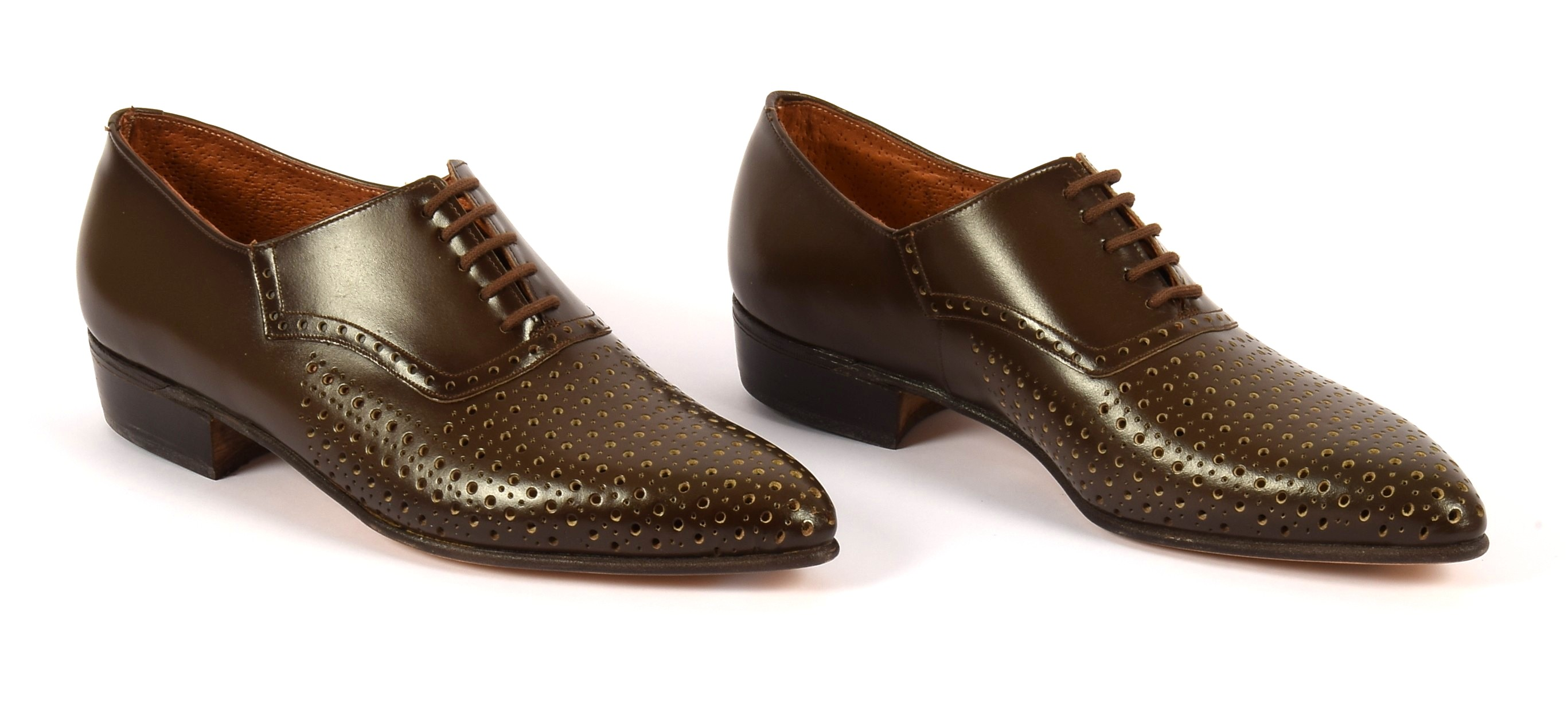
Oxfords in bruin rundsleer, merk Wybo, jaren 1950

Na 1948 verhuisde het bedrijf naar een nieuw industrieel gebouw aan de Prins Albertlaan 38, met tien sheddaken en een groot voorgebouw. Deze fabriek bood ruimte voor een moderne, grootschalige productie. Wybo specialiseerde zich in herenschoenen van hoge kwaliteit, onder andere voor het Belgisch leger (ABL) onder de merknaam SIR. Naast deze modellen werden ook kinderschoenen en damessportschoenen geproduceerd vanaf de jaren 1950.  
In 1957 trad Paul Wybo (1935–2019), zoon van de oprichtster, toe tot het bedrijf. Onder zijn leiding bereikte Wybo een personeelsbestand van ongeveer 240 medewerkers, waarmee het de vierde grootste schoenfabriek in Izegem werd, na Defauw, Tanghe en Dekimpe. De fabriek exporteerde onder meer naar Luxemburg, Nederland, Frankrijk, Duitsland, Italië, het Verenigd Koninkrijk en de Verenigde Staten.

## Merken en beurzen
Wybo produceerde schoenen onder verschillende merknamen, waaronder Wybo, SIR, Excellencys, Softcattees, Durolini en Chaussan. Het bedrijf nam deel aan tal van binnen- en buitenlandse schoenbeurzen, waaronder de Shoe Show in Brussel, het Internationaal Salon voor Leder in Gent en Shoerama in Izegem. In 1958 won Wybo een gouden medaille op de Wereldtentoonstelling in Brussel.
Vanaf 1967 werd het bedrijf omgevormd tot Wybo Schoenfabriek PVBA, wat ook terugkwam op etiketten en beursdocumenten.

## Neergang en sluiting
Vanaf het einde van de jaren 1960 kreeg de Belgische schoennijverheid te maken met zware concurrentie uit lagelonenlanden (toen vooral Italië). Als reactie op de dalende omzet opende Wybo een schoen- en lederdiscount in de eigen fabrieksgebouwen, zoals andere lokale producenten ook deden. Dit initiatief kon de afbouw echter niet voorkomen, en in 1978 werd het bedrijf in vereffening gesteld.

## Betekenis
Gabriëlle Tanghe, die haar hele carrière als alleenstaande vrouw het bedrijf leidde, wordt beschouwd als een uitzonderlijke figuur in de Izegemse schoenindustrie. Haar streven naar kwaliteit en haar bescheiden leiderschap droegen bij aan het succes en de reputatie van Wybo. Haar fabriek wordt vaak genoemd als symbool van de hoogconjunctuur van de Belgische lederen herenschoenensector in de jaren 1950–1960.

## F.C. Tanghe-Wybo
In de jaren 1950 en 1960 had Wybo, samen met zusterbedrijf Tanghe, een eigen bedrijfsvoetbalploeg onder de naam F.C. Tanghe-Wybo. De ploeg nam deel aan de lokale corporatieve competitie, die populair was onder Izegemse fabrieken. Omdat officiële spelers van de Belgische Voetbalbond niet mochten meespelen in deze amateurcompetitie, sloten veel oud-spelers van K.F.C. Izegem zich aan bij F.C. Tanghe-Wybo na hun actieve carrière. De ploeg beschikte over een eigen speelterrein en werd actief gesteund door de bedrijfsleiding. Het sportieve initiatief weerspiegelde de nauwe samenwerking tussen beide schoenfabrieken en droeg bij aan de teamgeest onder het personeel.

## Erfgoed
Het voormalige fabrieksgebouw aan de Prins Albertlaan 38 is vandaag de thuisbasis van Artimobili, het bedrijf van Jean-Paul Wybo, kleinzoon van Gabriëlle Tanghe. De voormalige woning van Gaby Tanghe, een art-decowoning aan de Nieuwstraat in Izegem, werd in 1934 ontworpen door haar schoonbroer, architect Henri Du Bois, en blijft een architecturaal waardevol pand.